# Stepenitztal
Stepenitztal är en kommun i Landkreis Nordwestmecklenburg i förbundslandet Mecklenburg-Vorpommern i Tyskland.
Kommunen bildades 25 mars 2014 genom en sammanslagning av de tidigare kommunerna Börzow, Mallentin och Papenhusen .
Kommunen ingår i kommunalförbundet Amt Grevesmühlen-Land tillsammans med kommunerna Bernstorf, Gägelow, Roggenstorf, Rüting, Testorf-Steinfort, Upahl och Warnow.